# Krahule
Krahule (německy Blaufuß) jsou obec na Slovensku v okrese Žiar nad Hronom, významné sportovní středisko (872 m n. m.) ležící v centrální části Kremnických vrchů. První zmínka o obci je z roku 1331, obec vznikla během německé kolonizace. Obyvatelé se živili pastýřstvím a taktéž byli zaměstnáni v kremnických dolech na zlato.
Na pláních nad Krahulemi bylo po roce 2000 vybudováno lyžařské středisko. Pod Krahulským vrchem začíná běžkařská trasa Biela stopa SNP a v okolí obce probíhá i lyžařská závodní dráha. Obyvatelé většinou bydlí v typických dřevěných stavbách, obdělávají vysoko ležící pole a louky. Přes obec prochází jedna silnice – směrem na sever vede na Kremnické Bane okolo kostela sv. Jana a kláštera kapucínů, směrem na jih přímo na Kremnici, popř. lze odbočit na východ do horské vsi Skalka. V Krahulích je kostel, hřbitov, fotbalové hřiště, kravín, salaš s ovcemi, 3 lyžařské vleky, obchod, obecní úřad, požární zbrojnice, hospoda, 2 autobusové zastávky a poštovní schránka.
Obec se pyšní tím, že poblíž ní, 2,4 km na severozápad směrem na Kremnické Bane, leží (údajně) geografický střed Evropy.

## Historie
Německá obec ze 14. století; roku 1331 se v kremnických listinách uvádí měšťan Blaufuss, pravděpodobný zakladatel obce. Obec se však poprvé vzpomíná až v letech 1442–43. Církevně spadala do roku 1788 pod Piargy (tehdejší název Kremnických Baní), od tohoto roku tu stála kaple a roku 1788 byla založena samostatná fara. V roce 1806 tu město Kremnica nechalo postavit kostel sv. Jana Nepomuckého. Od roku 1788 má obec vlastní matriku. Škola zde byla zřízena roku 1788, od roku 1881 se nachází v současné budově.

## Národnostní složení obyvatelstva
Obec Krahule má nejvyšší podíl obyvatelstva německé národnosti na Slovensku.
| \| Krahule; údaje[4] \| Krahule; údaje[4] \| Krahule; údaje[4] \| Krahule; údaje[4] \| Krahule; údaje[4] \| \| ------------------- \| ------------------- \| ----------------- \| ----------------- \| ----------------- \| \| \| \| \| \| \| \| Slováci \| Slováci \| \| 61,42 % \| 61,42 % \| \| Němci \| Němci \| \| 31,47 % \| 31,47 % \| \| ostatní, nezjištení \| ostatní, nezjištení \| \| 7,11 % \| 7,11 % \| |                     |  |         |         |
| Krahule; údaje |                     |  |         |         |
| |                     |  |         |         |
| Slováci | Slováci             |  | 61,42 % | 61,42 % |
| Němci | Němci               |  | 31,47 % | 31,47 % |
| ostatní, nezjištení | ostatní, nezjištení |  | 7,11 %  | 7,11 %  |

| Národnost           | Počet (2011) | % (2011) | Počet (2001) | % (2001) | Počet (1930) | % (1930) |
| ------------------- | ------------ | -------- | ------------ | -------- | ------------ | -------- |
| Slovenská           | 121          | 61.42    | 107          | 74.31    | 2            | 0.28     |
| Česká               | 1            | 0.51     | 2            | 1.39     | 0            | 0.00     |
| Německá             | 62           | 31.47    | 35           | 24.31    | 715          | 99.31    |
| Maďarská            | 0            | 0.00     | 0            | 0.00     | 2            | 0.28     |
| Ukrajinská          | 1            | 0.51     | 0            | 0.00     | 0            | 0.00     |
| Ostatní, Nezjištení | 12           | 6.09     | 0            | 0.00     | 1            | 0.14     |
| Spolu               | 197          | 100.00   | 144          | 100.00   | 720          | 100.00   |

## Náboženské složení obyvatelstva
Většina osob, které se hlásí k některé církvi či náboženské společnosti, jsou římští katolíci. Význačnou menšinu tvoří též protestanti.

## Doprava
Obcí prochází silnice III. třídy, která směřuje na sever do obce Kremnické Bane. Směrem na jih se napojuje na silnici č. 578 ze Skalky do Kremnice. Autobusovou dopravu zajišťuje SAD Zvolen. Autobusy jezdí pouze v pracovní dny.